# Trypogeus albicornis
Trypogeus albicornis är en skalbaggsart som beskrevs av Lacordaire 1869. Trypogeus albicornis ingår i släktet Trypogeus och familjen långhorningar. Inga underarter finns listade i Catalogue of Life.